# 심채원
심채원(1992년 2월 6일 ~ )은 대한민국의 모델 겸 영화배우이다.

## 학력
- 안양예술고등학교
- 단국대학교 시각디자인과

## 영화
- 사토미를 찾아라 - 주연 : 순영 역
- 스케치 - 조연 : 산책녀 역
- 봉이 김선달 - 단역 : 성대련 하녀 역
- 마약왕 - 단역 : 펜트하우스 파티녀 역
- 유체이탈자 - 단역 : 춘몽 웨이트리스 역

## 경력
- MAX FC 맥스 엔젤
- 지스타 헝그리앱 모델
- 서울오토살롱 준피트 레이싱모델
- 서울국제사진영상기자재전 캐논 모델
- 서울모터쇼 폭스바겐 레이싱모델

## 홍보대사
- 2013년 서울의료봉사재단 홍보대사